# Apologize
Apologize is een nummer van de rockband OneRepublic geproduceerd door Greg Wells en Ryan Tedder. Toen deze in 2006 werd uitgebracht onder de titel Apologize, was de ontvangst schaars. In 2007 werd het nummer opnieuw in elkaar gezet door producer en zanger Timbaland en kwam terecht op zijn album Shock Value. Het werd als derde single uitgebracht onder de artiestennaam "Timbaland presents OneRepublic" met dezelfde titel. Het nummer werd de internationale doorbraak van OneRepublic. De originele versie staat op OneRepublics Dreaming Out Loud.

## Achtergrond
Het nummer werd oorspronkelijk uitgegeven in 2006, slechts door OneRepublic. De zanger en schrijver van het nummer is Ryan Tedder, de zanger van de groep. Volgens de Myspace-pagina van de groep "ontdekt het nummer de persoonlijke pijn van meerdere stukgelopen relaties en de noodzaak van doorgaan". De versie van het album Shock Value van Timbaland is een remix, met een andere beat, uitgegeven in 2007. Timbaland is te horen op de achtergrond met wat enkele keelgeluiden, net als in het nummer "Say It Right" van Nelly Furtado.

## Videoclip
De videoclip van "Apologize" werd gefilmd op 14 september 2007. Begin oktober kwam het nummer voor het eerst op tv. In de clip zingt Ryan Tedder in een opnamestudio, waarbij de andere bandleden de muziek spelen. Ondertussen maakt Timbaland een remix van het nummer achter een opnamepaneel. De clip is ruim 108 miljoen keer bekeken op YouTube. In de Europese versie van de videoclip zijn er stukjes te zien uit de Duitste film Keinohrhasen.

## Prestaties
Het nummer werd een wereldwijd succes en was voor OneRepublic de eerste hit. In Nederland werd het nummer verkozen tot Alarmschijf en 3FM Megahit. Ook is het de eerste nummer 1-hit van het album Shock Value in de United World Chart. Het voerde de lijsten in vele landen aan, waaronder Nederland. Inmiddels heeft het nummer vijfmaal de platina status verkregen in de Verenigde Staten en is goud in België. Het is wereldwijd meer dan 6 miljoen keer over de toonbank gegaan.

## Personeel
| Band                                      |
| ----------------------------------------- |
| Ryan Tedder - Zanger-gitarist             |
| Zach Filkins - Gitarist-achtergrondzanger |
| Drew Brown - Basgitarist                  |
| Eddie Fisher - Drummer                    |
| Brent Kutzle - Basgitarist-keyboardspeler |
| Management:                               |
| Greg Wells - Producer                     |
| Timbaland - Producer                      |

## Tracklists

### Cd-single
1. "Apologize (Remix)" (Radio edit) —
2. "Apologize (Remix)" (Albumversie) — 03:04
3. "Give It to Me" (Laugh at 'Em Remix) (Radio edit, met Jay-Z en Justin Timberlake) —
4. "Give It to Me" (Laugh at 'Em Remix) (met Jay-Z en Justin Timberlake — 03:20

### Europese cd-single
1. "Apologize (Remix)" (Radio edit) —
2. "Apologize (Remix)" (Albumversie) — 03:04
3. "The Way I Are" (OneRepublic remix) — 03:33
4. "Apologize (Remix)" (Video) — 03:07

### Britse cd-single
1. "Apologize (Remix)" (Albumversie) — 03:04
2. "Give It to Me" (Laugh at 'Em Remix) (Radio edit, met Jay-Z en Justin Timberlake) —

### Australische, Belgische en Nederlandse cd-single
1. "Apologize (Remix)" (Shock Value albumversie) — 03:04
2. "Apologize" (Dreaming Out Loud albumversie) — 3:27

## Hitnotering
| Apologize in de Nederlandse Top 40 - binnen: 24 november 2007 | Apologize in de Nederlandse Top 40 - binnen: 24 november 2007 | Apologize in de Nederlandse Top 40 - binnen: 24 november 2007 | Apologize in de Nederlandse Top 40 - binnen: 24 november 2007 | Apologize in de Nederlandse Top 40 - binnen: 24 november 2007 | Apologize in de Nederlandse Top 40 - binnen: 24 november 2007 | Apologize in de Nederlandse Top 40 - binnen: 24 november 2007 | Apologize in de Nederlandse Top 40 - binnen: 24 november 2007 | Apologize in de Nederlandse Top 40 - binnen: 24 november 2007 | Apologize in de Nederlandse Top 40 - binnen: 24 november 2007 | Apologize in de Nederlandse Top 40 - binnen: 24 november 2007 | Apologize in de Nederlandse Top 40 - binnen: 24 november 2007 | Apologize in de Nederlandse Top 40 - binnen: 24 november 2007 | Apologize in de Nederlandse Top 40 - binnen: 24 november 2007 | Apologize in de Nederlandse Top 40 - binnen: 24 november 2007 | Apologize in de Nederlandse Top 40 - binnen: 24 november 2007 | Apologize in de Nederlandse Top 40 - binnen: 24 november 2007 | Apologize in de Nederlandse Top 40 - binnen: 24 november 2007 | Apologize in de Nederlandse Top 40 - binnen: 24 november 2007 | Apologize in de Nederlandse Top 40 - binnen: 24 november 2007 | Apologize in de Nederlandse Top 40 - binnen: 24 november 2007 | Apologize in de Nederlandse Top 40 - binnen: 24 november 2007 | Apologize in de Nederlandse Top 40 - binnen: 24 november 2007 |
| Week                                                          | 1                                                             | 2                                                             | 3                                                             | 4                                                             | 5                                                             | 6                                                             | 7                                                             | 8                                                             | 9                                                             | 10                                                            | 11                                                            | 12                                                            | 13                                                            | 14                                                            | 15                                                            | 16                                                            | 17                                                            | 18                                                            | 19                                                            | 20                                                            | 21                                                            |                                                               |
| ------------------------------------------------------------- | ------------------------------------------------------------- | ------------------------------------------------------------- | ------------------------------------------------------------- | ------------------------------------------------------------- | ------------------------------------------------------------- | ------------------------------------------------------------- | ------------------------------------------------------------- | ------------------------------------------------------------- | ------------------------------------------------------------- | ------------------------------------------------------------- | ------------------------------------------------------------- | ------------------------------------------------------------- | ------------------------------------------------------------- | ------------------------------------------------------------- | ------------------------------------------------------------- | ------------------------------------------------------------- | ------------------------------------------------------------- | ------------------------------------------------------------- | ------------------------------------------------------------- | ------------------------------------------------------------- | ------------------------------------------------------------- | ------------------------------------------------------------- |
| Nummer                                                        | 20                                                            | 3                                                             | 3                                                             | 3                                                             | 3                                                             | 1                                                             | 1                                                             | 1                                                             | 1                                                             | 3                                                             | 3                                                             | 4                                                             | 7                                                             | 7                                                             | 9                                                             | 12                                                            | 15                                                            | 16                                                            | 22                                                            | 25                                                            | 32                                                            | uit                                                           |

### NPO Radio 2 Top 2000
| Nummer met noteringen in de NPO Radio 2 Top 2000 | '12  | '13  |
| ------------------------------------------------ | ---- | ---- |
| Apologize                                        | 1696 | 1394 |

1. ↑  Een vetgedrukt getal geeft de hoogste notering aan.
2. ↑  2012 was het eerste jaar met een notering voor dit nummer.
3. ↑  Deze tabel is bijgewerkt tot en met de laatste editie (2024).